# Hermann Niethammer (Politiker)
Hermann Friedrich Niethammer (* 8. August 1835 in Heilbronn; † 20. Februar 1876 in Stuttgart) war ein deutscher Rechtsanwalt und Politiker (VP). Von 1868 bis 1870 gehörte er der Abgeordnetenkammer der Württembergischen Landstände an.

## Leben
Niethammer war evangelischer Konfession. Seine Eltern waren der Heilbronner Arzt Emil Friedrich Niethammer (1809–1847) und dessen Frau Rosa Maria, geb. Kerner (1813–1886), die älteste Tochter des Weinsberger Dichters Justinus Kerner. Er hatte sechs Geschwister, von denen zwei früh starben. Seine Schwester Anna Friederike Sophia Justina (1836–1898) war die Mutter des Arztes und Abgeordneten Ludwig Justinus Bauer (1863–1911).
Niethammer studierte Rechtswissenschaften in Tübingen, wo er 1854 Mitglied der Burschenschaft Germania wurde. 1859 ließ er sich als Rechtsanwalt in Stuttgart nieder, ab 1862 in Weinsberg, ab 1867 wieder in Stuttgart.
Seine politischen Ansichten waren liberal, er gehörte der liberalen württembergischen Volkspartei an und war Schriftführer in deren Vorstandskomitee; ab Oktober 1869 hatte er dieselbe Funktion auch bei der Deutschen Volkspartei inne. 1868 kandidierte er im Wahlkreis Weinsberg, wo er sich Sympathien der Wähler für den Enkel Justinus Kerners sicher sein konnte, für die württembergische Abgeordnetenkammer und gewann knapp gegen den Lammwirt Seyffer aus Ellhofen. Bei den Wahlen 1870 trat er erneut an und sprach sich gegen einen Beitritt Württembergs zum Deutschen Bund aus. Er unterlag klar seinem Gegenkandidaten Johannes Mühlhäuser, der sich für die kleindeutsche Lösung mit einem Reich unter Preußens Führung einsetzte.
Nach 1870 war Niethammer Vorstand des „freien Wahlvereins“ im Reichstagswahlkreis Württemberg III (Heilbronn, Besigheim, Brackenheim, Neckarsulm). Bei einer Nachwahl zur Abgeordnetenkammer kandidierte er 1872 im Wahlkreis Stuttgart und unterlag knapp dem nationalliberalen Kandidaten Oskar von Wächter. Bei der Reichstagswahl 1874 kandidierte er im Wahlkreis Württemberg III und unterlag nach einem außergewöhnlich harten Wahlkampf dem nationalliberalen Kandidaten Eduard Mayer. Für die Reichstagswahl 1877 war Niethammer bereits wieder als Kandidat aufgestellt, als er an einem Herzschlag an seinem Schreibtisch starb. Er wurde auf dem Stuttgarter Fangelsbachfriedhof beigesetzt.

## Familie
1867 heiratete Niethammer seine Frau Friedericke Sofie Groß, verwitwete Klein (1843–1920). Aus der Ehe gingen drei Kinder hervor, von denen eines früh starb. Der Sohn Hermann Georg Theodor Niethammer (1868–1954) wurde Generalleutnant der Reichswehr, der Sohn Emil Theobald Gustav Niethammer (1869–1956) Reichsanwalt, Juraprofessor und Richter.